# Tradizione orale africana
La tradizione orale è un insieme di saperi che presentano una modalità di trasmissione diretta, senza l'uso di supporti scritti.
Questo genere di sapere si traduce in molte forme differenti di narrazione e performance ed è particolarmente diffuso tra le popolazioni dell'Africa subsahariana, tanto da riferirsi ad esse come a "civiltà della parola". 
Il veicolo di comunicazione è dunque interamente ed esclusivamente dato dalla voce. 
I saperi relativi alla tradizione orale africana possono appartenere ad ambiti molto diversi: possono esserci tradizioni orali storiche, mitologiche, musicali, religiose, politiche, giuridiche, letterarie.
Come sostiene il famoso intellettuale maliano Amadou Hampâté Bâ (1900-1991):
"le tradizioni orali sono gli archivi letterari, storici e scientifici dell'Africa". 

## Funzioni generali dell'oralità in Africa subsahariana
La letteratura orale (espressione introdotta da Sébillot nel 1881), include l'insieme di enunciati metaforici o narrativi che vengono eseguiti davanti ad un pubblico e trasmessi attraverso la memoria; ovviamente, s'includono diverse forme narrative che possono essere i racconti, le favole, i miti, le poesie, i proverbi in cui vengono formalizzate le caratteristiche principali dei modelli di comportamento e di vita sociale. 
Attraverso il linguaggio metaforico, è possibile ridefinire continuamente il modello di riferimento e dunque risolvere conflitti individuali e collettivi all'interno della società. 
Nell'ambito musicale, ad esempio, la tradizione orale ha costituito un fondamentale sostegno e stimolo non solo per la funzione di trasmissione ma per l'attribuzione di dinamismo e per lo sviluppo della tipica capacità di improvvisazione. La musica africana ha uno stretto legame con la tradizione orale; con caratteristiche e fenomeni differenti, anche il cinema africano presenta una relazione biunivoca fortissima con l'oralità.

## Caratteristiche principali delle tradizioni orali in Africa
Le tradizioni orali hanno una connotazione evidentemente molto diversa da quelle della scrittura, possiedono cioè delle caratteristiche particolari che si possono così riassumere:
1. Memoria (memoria individuale e memoria collettiva)
2. Relazione biunivoca con l'ambiente
3. Dinamicità
4. Teatralità

Il primo fattore da considerare, quello della memoria, è chiaramente di grande importanza: essa costituisce infatti il supporto cognitivo attraverso cui l'oralità diventa tradizione, consolidandosi e trasmettendosi nel tempo e nello spazio. 
In particolare, la memoria individuale consente ai grandi conoscitori della tradizione nei contesti africani (i griot) di apprendere e sviluppare la loro arte. A questo scopo, vengono sviluppate particolari tecniche mnemoniche per poter attingere ad un repertorio il più vasto possibile, in modo da poter operare all'occorrenza anche in situazioni tra le più disparate. 
Una tradizione orale non è mai solipsistica, non c'è una caratteristica elitaria, tutti sono potenzialmente coinvolti e in alcuni casi, addirittura incoraggiati a farlo. La memoria collettiva, invece, serve ai membri stessi di una determinata cultura per sentirsene parte a tutti gli effetti e per poter cambiare o modificare alcuni aspetti in base alle necessità della contingenza; in secondo luogo svolge la funzione di verifica costante di una determinata tradizione ed è quindi molto importante per comprendere meglio l'evoluzione e lo sviluppo di un sistema culturale e poter fondare le proprie argomentazioni su un base di realtà molto concreta.
Dunque la relazione con l'ambiente permette alla tradizione stessa di vivere, di diffondersi e di permanere in un certo ambito culturale; è una relazione biunivoca poiché così come gli individui sono chiamati a contribuire alla tradizione arricchendone i sensi e i significati e selezionandone gli aspetti che meglio corrispondono alla contemporaneità, allo stesso modo la tradizione esiste per conformare a determinati modelli i comportamenti individuali e collettivi di una determinata società.
Il tempo è fluido nella tradizione orale, il sapere in questa modalità ha un aspetto più ciclico che cumulativo. La dinamicità non sta solo nello spostamento materiale da una zona all'altra, fattore comunque di grande rilevanza, considerando la mobilità che caratterizza i griot, ad esempio; ma c'è anche una componente dinamica rispetto ai contenuti e alle forme della tradizione che variano grazie agli apporti degli individui e in relazione al tempo. 
Per quanto la conoscenza di un mito o di un fatto particolare della storia sia molto approfondita, è evidente che non la si potrà memorizzare parola per parola: meno evidente è invece la tendenza in molti contesti africani a sviluppare variazioni e alterazioni della stessa tradizione senza perderne l'unità e il senso di coerenza.
Un esempio significativo è fornito dall'antropologo Jack Goody che dopo molti anni di studio sul mito del Bagre presso la popolazione Lodagaa del Ghana settentrionale ha verificato che il contenuto varia ad ogni esecuzione anche se interpretato dallo stesso attore, proprio perché le variazioni non riguardano tanto la forma quanto il significato del mito stesso che è di per sé plurimo, dunque in un'occasione emergerà un determinato aspetto e in un'altra circostanza sarà evidenziata un'ulteriore caratteristica senza per questo perdere il senso di unicità e di coerenza del Bagre stesso. Ogni individuo è quindi un potenziale creatore all'interno della tradizione orale. Il dubbio e la fedeltà ad uno stereotipo sono caratteristiche delle tradizioni scritte.
Una tradizione orale è inevitabilmente una performance: infatti, non è mai solo la voce ad agire nella realtà concreta. Chiunque parli, a maggior ragione se racconta o narra o suona, utilizzerà molti codici espressivi che vanno ben oltre l'oralità. 
Va pertanto considerato l'aspetto tridimensionale in cui la tradizione orale abita e ha vita, l'aspetto cioè esecutivo che è alla base non solo della fruizione ma anche della trasmissione.

## La tradizione orale nello studio della storia dell'Africa
Prima del dopoguerra, con l'"africanizzazione" della storia dell'Africa, la tradizione orale era stata solo oggetto di interesse per pochi studiosi ed elemento di curiosità per qualche amministratore coloniale, senza avere però alcuna dignità storica.
Lo studio della tradizione orale africana ha introdotto nuove prospettive nella storia dell'Africa ed un approccio metodologico innovativo. Pioniere in questi studi è stato lo storico Jan Vansina, che con i primi studi sulla tradizione orale negli anni cinquanta, ha dato legittimità alla tradizione orale per lo studio della storia africana, prima ritenuta una fonte non attendibile.
Per studiare la tradizione orale africana è necessario verificare prima l'attendibilità delle informazioni; per farlo è necessario considerare tre elementi:
- informatore, colui che tramanda la tradizione; può essere un tradizionalista specializzato, quindi molto attendibile, ma può anche essere un artista, un griot o altro, quindi anche meno attendibile;
- testimonianza, una stessa sequenza di avvenimenti su un avvenimento, fenomeno o altro; per ogni storia vi possono essere molteplici testimonianze distinte;
- catena di informatori, la catena di informatori che attraverso le generazioni hanno tramandato la testimonianza; è essenziale un'approfondita analisi della catena per verificare che all'origine vi sia una fonte attendibile (testimone oculare) o meno;

Gli studi della tradizione orale richiedevano una vasta raccolta di tradizioni e testimonianze sul campo, nell'ambito della stessa civiltà oggetto di studio, con un approccio interdisciplinare aperto in particolare ad etnologi, linguisti e glottologi; era infatti importante conoscere bene il contesto sociale in cui veniva tramandata una tradizione, nonché era necessaria un'adeguata comprensione dei miti e racconti tramandati, il cui linguaggio è spesso metaforico e si presta a molteplici letture, oltre a presentare numerosi arcaismi.
L'approccio storico degli africanisti negli anni sessanta e settanta è stato fortemente influenzato da questi primi studi, e rivolto proprio in prevalenza alla registrazione, catalogazione, analisi ed interpretazione della tradizione orale, nella coscienza che il patrimonio orale africano stava estinguendosi.
Questo studio della tradizione orale ha consentito agli africanisti di studiare il passato dell'Africa, analizzando le origini e le migrazioni dei popoli, i regni precedenti e contemporanei ai primi contatti con gli europei, i modelli di vita, lo svolgimento della vita tradizionale etc; sono stati inoltre ricostruite con molta precisione le genealogie delle famiglie nobili, gli elenchi dei re etc, il tutto solo grazie al ricorso alla memoria dei tradizionalisti, con qualche aiuto da parte dell'archeologia.